# 章荣烈
章荣烈（1922年—2013年），男，汉族，祖籍福建惠安，生于台湾新竹，中国中药学家，曾任中国中医研究院研究员，第五、六、七、八届全国政协委员。